# Prurito anale
Il  prurito anale è un sintomo molto fastidioso che peggiora in genere durante la notte, nei periodi caldi dell'anno o dopo esercizio fisico. Nei bambini è spesso associato alla presenza di parassitosi intestinale. Negli adulti si osserva più tipicamente in presenza di sudorazione eccessiva, ad esempio nella stagione estiva.
Il disturbo può essere isolato o può far parte di un quadro di prurito cutaneo diffuso anche ad altre sedi.

## Eziologia, sintomi e complicazioni
Le cause spesso rimangono sconosciute, normalmente è causato da scarsa igiene o da infezioni, più raramente anche dalla presenza di forme tumorali.
Le forme parassitarie, presenti soprattutto nei bambini ed associate ad un circuito di trasmissione oro-fecale, sono sostenute da Enterobius vermicularis; le uova che si trovano nell'intestino si schiudono nel colon, rilasciando le forme larvali che migrano nel retto e nella mucosa perianale. Il prurito è dovuto all'attività dei parassiti e alla reazione infiammatoria cutanea. In questi casi, un terzo delle persone risulta assolutamente asintomatico, mentre i restanti due terzi possono andare incontro ad una sovrainfezione batterica delle lesioni provocate dal grattamento e dai vermi. Eventuali rare complicazioni possono essere: insonnia, agitazione, enuresi, vaginite, salpingite, peritonite e psoriasi.

## Diagnosi
L'esame obiettivo è molto importante per articolare i diversi procedimenti diagnostici; le alterazioni della pelle possono essere completamente assenti o presentarsi in forma di dermatite, macerazione cutanea, lichenificazione, ulcerazione.
In caso di prurito anale in una bambina o in un bambino, occorre allestire uno scotch test, che consiste nell'applicare del nastro adesivo nell'ano del bambino, avendo cura di lasciarlo in sede per un'intera notte. Evitando possibili contaminazioni, il nastro adesivo deve essere rimosso e adeso ad un vetrino. A questo punto, il vetrino deve essere consegnato al laboratorio di microbiologia per la ricerca microscopica del verme. Inoltre può essere fatta una ricerca delle uova del verme nelle feci.
Nel caso di un adulto, può concomitare con malattie sistemiche o cutanee quali diabete mellito, eczema, candidosi, o con lesioni locali quali emorroidi, ragadi, condilomi.
In caso di prurito anale grave, con lesioni od ulcerazioni della cute perianale con evidente infezione, occorre procedere con un tampone che verifichi l'eventuale presenza di batteri, per l'allestimento di un antibiogramma.

## Terapia
Accurata pulizia come prevenzione, se del caso si possono somministrare farmaci quali i glucocorticoidi e antimicotici. Per le forme sostenute da Enterobius vermicularis, oltre all'igiene accurata, occorre il trattamento con mebendazolo, albendazolo, pyrantel pamoato in associazione con steroidi. Normalmente va trattata tutta la famiglia del bambino.